# 多米尼加驻华大使馆
多米尼加共和国驻中华人民共和国大使馆（西班牙語：Embajada de la República Dominicana en la República Popular China），简称多米尼加驻华大使馆，是多米尼加共和国在中华人民共和国的最高外交代表机构。馆址位于中国北京市朝阳区东方东路19号亮马桥外交办公大楼LD01-0-1501。

## 历史
1993年11月，中华人民共和国政府与多米尼加政府达成互设商务代表处的协议。1994年3月，多米尼加在广州开设贸易发展办事处。1995年3月30日，多米尼加政府因国内原因关闭办事处。2005年11月，多米尼加在北京重新设立多米尼加驻中国贸易发展办事处。
2018年5月1日，多米尼加共和国与中华人民共和国建交，商代处升格为大使馆。11月3日，多米尼加驻华大使馆在北京正式开馆。